# Drageon

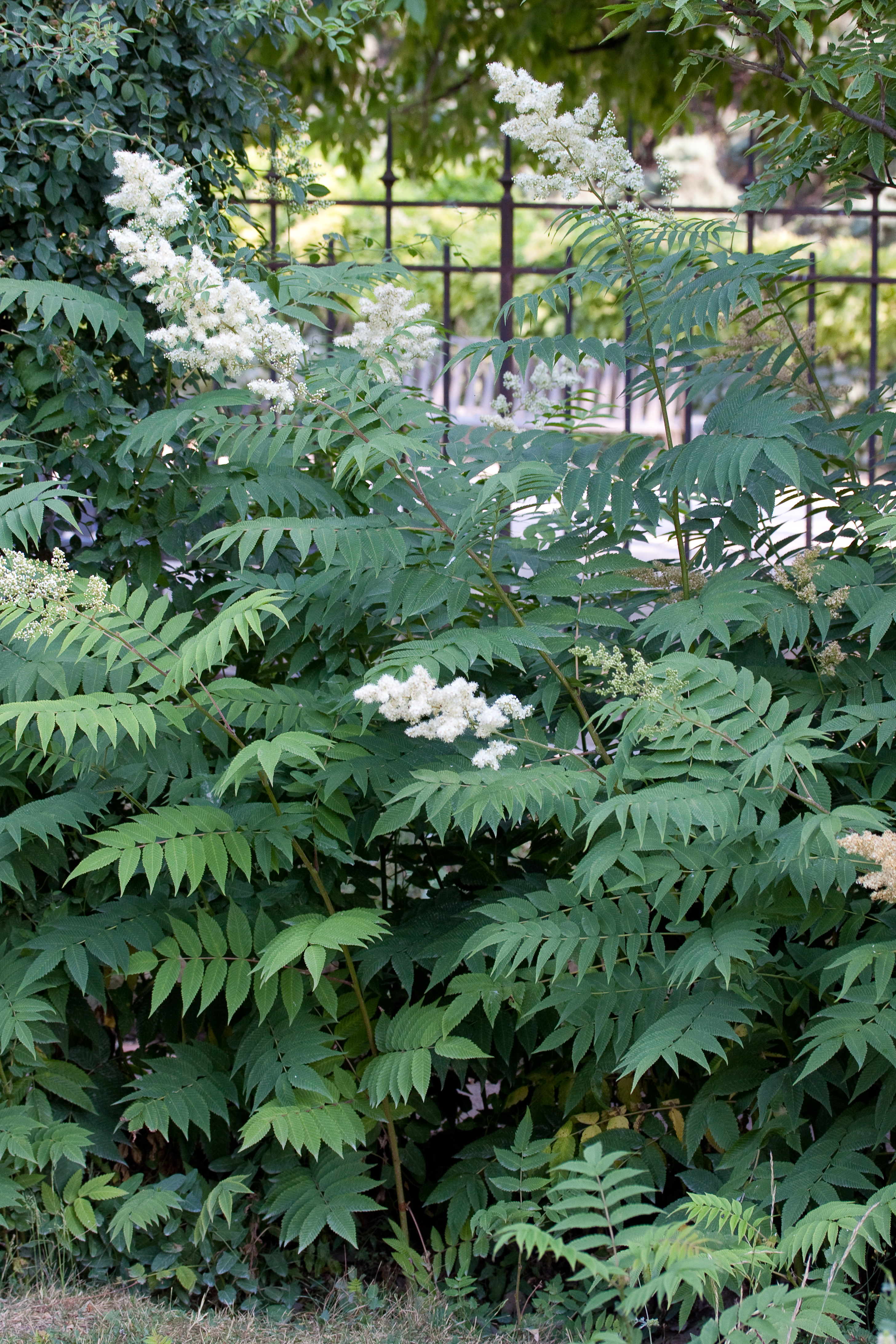
Drageons de Sorbaire à feuilles de sorbier (Sorbaria sorbifolia, Jardin des plantes - Paris 2011-06-04)

En botanique, un drageon est une pousse de multiplication végétative se développant non pas à partir d'une graine, mais par développement d'un méristème situé sur une racine ou un rhizome, à la base ou à une certaine distance d'un arbre ou d'un arbuste émettant des turions. C'est donc un rejet naissant sur racine.

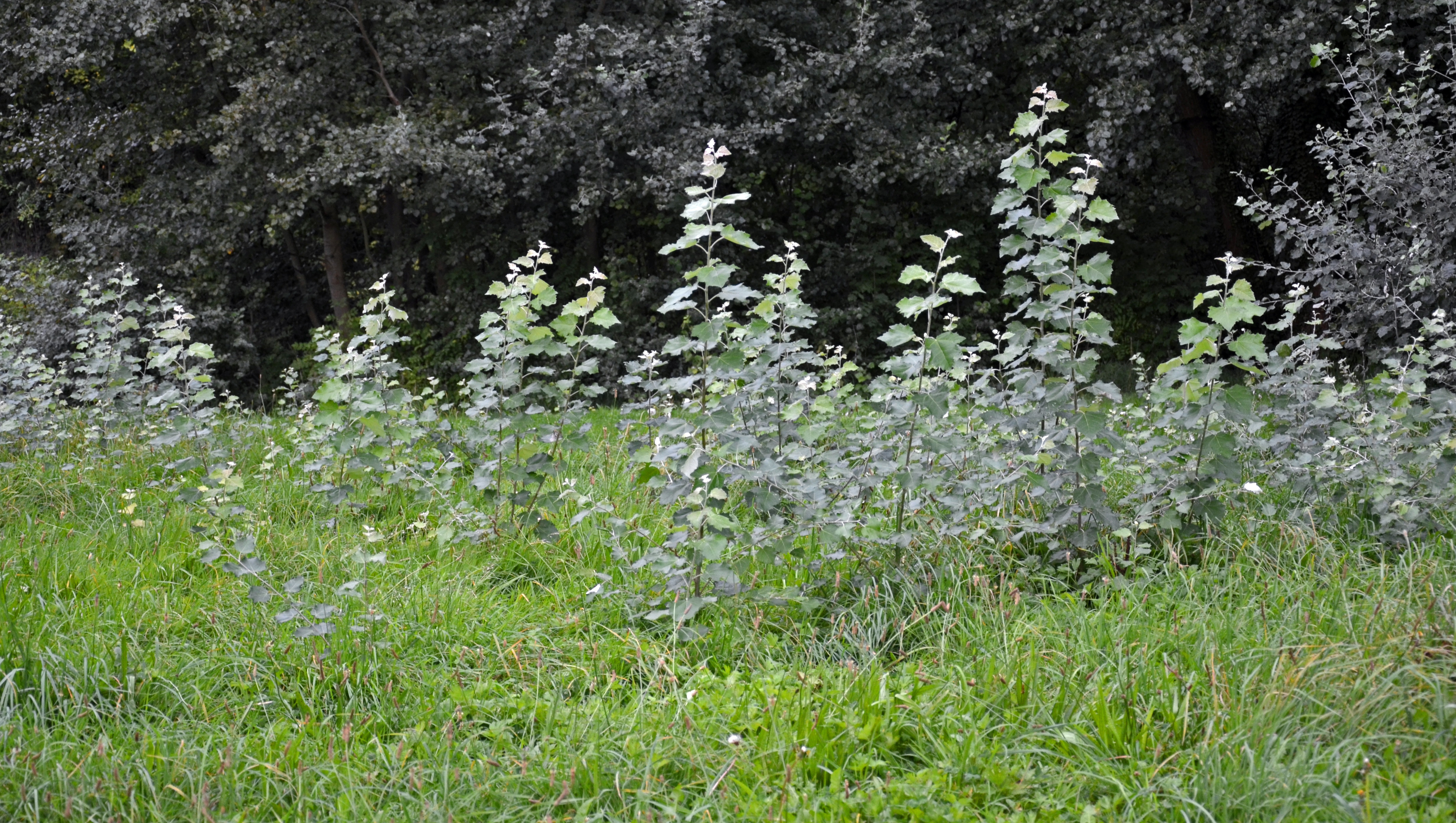
Drageons émergeant le long des racines superficielles, après une période de fauche tardive (Bois de la Citadelle, Lille)

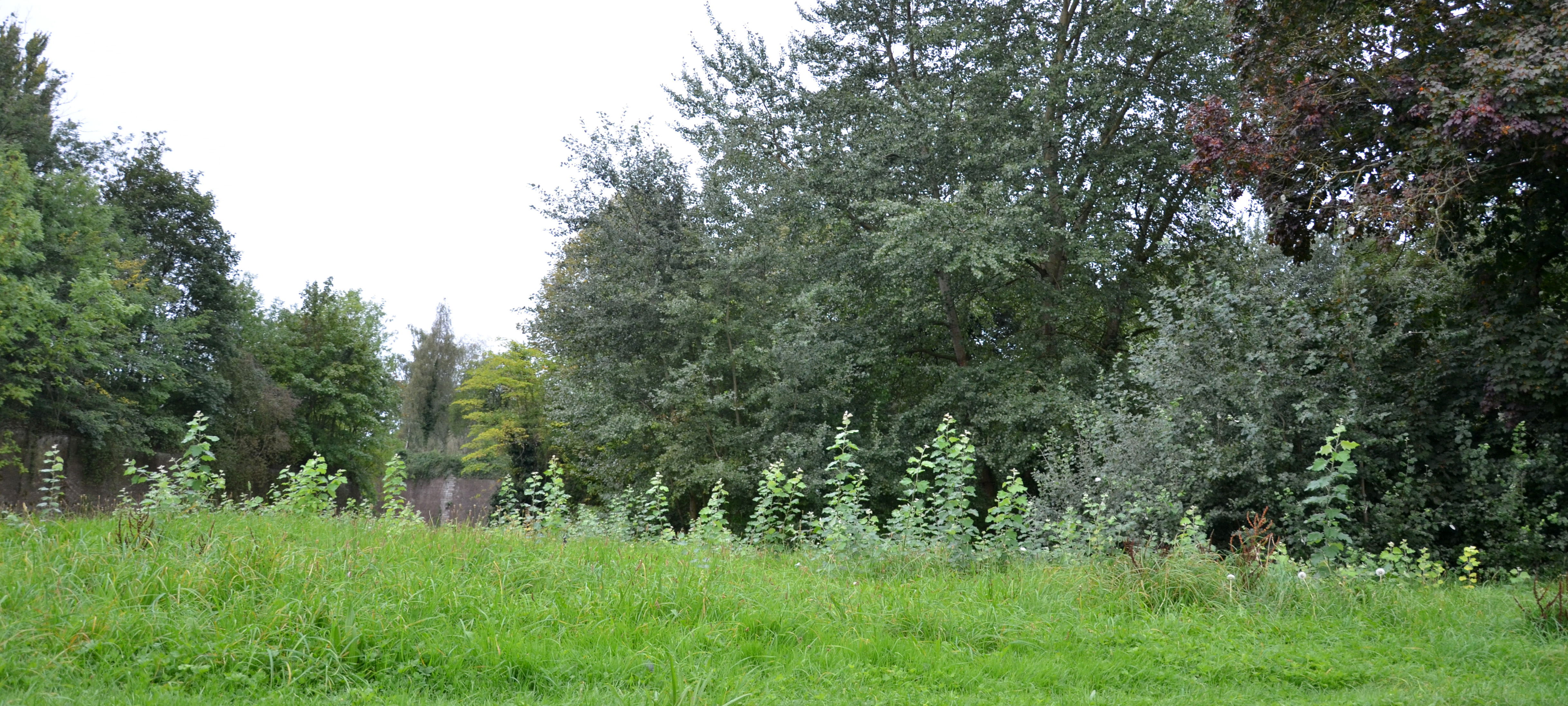
Vue d'ensemble, montrant la longueur de racine concernée (le peuplier-mère est à droite, non visible)

Il s'agit d'un phénomène de propagation naturelle issu de la multiplication asexuée, aussi nommée chez les plantes multiplication végétative. 
L'ensemble de la plante mère et des drageons représente un clone ; la plante sera génétiquement identique à celle lui ayant donné naissance.
On ne doit pas confondre le drageon avec le gourmand ou avec les arbustes.

## Exemples
De nombreuses espèces telles que le merisier, le pommier, le Chaenomeles, le rosier, le Ligustrum, le noisetier, l’ailante ou l'artichaut drageonnent beaucoup. Parmi les arbres tropicaux, on peut citer le goyavier.
Citons également les graminées telles que la plupart des bambous dont les drageons sont parfois un inconvénient de taille.

## Usages
Pour ne pas « fatiguer » la plante inutilement, on conseille de tailler ces drageons dès leur apparition. On peut les laisser quelque temps sur un arbre vigoureux sauf si on souhaite améliorer sa conicité.
On peut éventuellement utiliser ces drageons comme plantules à repiquer après les avoir déracinés ou pour en faire des boutures.

### Drageonnage du pommier
Certains porte-greffes de pommier (comme le M.4 ou le M.7) ont tendance à drageonner alors que d'autres comme le M.26 ou M.27 ne drageonnent pas. 
En arboriculture fruitière, on conseille généralement d'éliminer les drageons qui affaiblissent l'arbre d'origine en ponctionnant une part non négligeable des nutriments disponibles et de l'eau, ce qui est réputé limiter la production de fruits.
"Le plant issu du drageonnage ne convient pas autant, parce que l'opération de la greffe et ses suites l'exciteraient encore à drageonner, ce qui est ici un défaut." 